# Gulf and Ohio Railways
Die Gulf & Ohio Railways (G&O) ist eine Holding, die mehrere amerikanische Bahngesellschaften besitzt.

## Geschichte
Nach rund 15-jähriger Karriere als Anwalt für die Tennessee Valley Authority und die Weltausstellung in Knoxville nahm Pete Claussen 1983 Tätigkeiten in der Bahnbranche auf. Er wurde Geschäftsführer der neu gegründeten Shortline South Central Tennessee Railroad und, ein Jahr später, auch der Caney Fork and Western Railroad. 1985 erhielt er die Gelegenheit, eine rund 30 km lange Bahnstrecke im Nordwesten des Bundesstaats Mississippi von der Illinois Central Gulf Railroad zu erwerben und durch Anmietung anschließender Abschnitte zu einem etwa 95 km langen Netz zu kombinieren. Claussen gründete dazu zusammen mit seiner Frau Linda C. Claussen die Gulf & Ohio Railways in Knoxville und eine nach dem Doing business as-Prinzip organisierte Tochterfirma namens Mississippi Delta Railroad in Clarksdale, die am 31. Dezember 1985 den Betrieb aufnahm.
In den folgenden Jahren wurden schrittweise weitere G&O-Tochterfirmen gegründet, die Nebenstrecken von Class-I-Bahngesellschaften übernahmen, um Infrastruktur und Güterverkehr selbst zu betreiben. Mehrere Unternehmen wurden nach einigen Jahren an andere Beteiligungsgesellschaften verkauft; 1994 mit der Laurinburg & Southern Railroad auch erstmals eine bestehende Bahngesellschaft durch die G&O erworben. Seit dem Jahr 2000 bietet G&O unter der Bezeichnung Three Rivers Rambler (3RR) Ausflugspersonenverkehr auf der Infrastruktur der Tochtergesellschaft Knoxville & Holston River Railroad an. Über die Knoxville Locomotive Works werden seit 1998 Diesellokomotiven instand gesetzt und umgebaut sowie seit 2014 auch neue (Rangier-)Lokomotiven gebaut.
Der Name und das Logo der Holdinggesellschaft lehnen sich an die Gulf, Mobile & Ohio Railroad und deren Signet an. Eigentümer der Holding ist die Familie Claussen. Neben Pete Claussen Senior ist auch seine Tochter Karen Claussen (zeitweise Karen Bishop) für die Firmengruppe tätig. Die Mitgründerin Linda Claussen verstarb 2020.

## Bahngesellschaften im Besitz von G&O
| Name                               | Reporting mark | im Besitz seit | im Besitz bis | Bemerkung |
| ---------------------------------- | -------------- | -------------- | ------------- | --- |
| Mississippi Delta Railroad         | MSDR           | 1985           | 2001          | Infrastruktur 2001 an Coahoma County verkauft, Betrieb durch C&J Railroad d.b.a. Mississippi Delta Railroad übernommen |
| Alabama and Florida Railway        | AFLR           | 1986           | 1992          | an A&F Inc. verkauft, direkt anschließend durch Pioneer Railcorp übernommen                                            |
| Wiregrass Central Railroad         | WGCR           | 1987           | 2011          | an RailAmerica verkauft                                                                                                |
| Atlantic and Gulf Railroad         | AGLF           | 1991           | 1999          | an North American RailNet verkauft                                                                                     |
| H&S Railroad                       | HS             | 1992           | 2006          | an Genesee and Wyoming verkauft                                                                                        |
| Laurinburg & Southern Railroad     | LRS            | 1994           |               | |
| Nash County Railroad               | NCYR           | 1994           | 2006          | auch bekannt als Rocky Mount & Western; verkauft an North Carolina Department of Transportation                        |
| Yadkin Valley Railroad             | YVRR           | 1994           |               | |
| Georgia & Florida Railroad         | GFRR           | 1995           | 1999          | an North American RailNet verkauft                                                                                     |
| Lexington & Ohio Railroad          | LXOH           | 1996           | 2003          | an R. J. Corman Railroad Group verkauft                                                                                |
| Knoxville & Holston River Railroad | KXHR           | 1998           |               | |
| Three Notch Railroad               | TNHR           | 2001           | 2011          | betrieb Teile der früheren Alabama and Florida Railway; an RailAmerica verkauft                                        |
| Conecuh Valley Railroad            | COEH           | 2001           | 2011          | an RailAmerica verkauft                                                                                                |
| Chattahoochee and Gulf Railroad    | CHAT           | 2003           | 2006          | an Genesee and Wyoming verkauft                                                                                        |
| Morehead and South Fork Railroad   | MHSF           | 2005           | 2010          | Auftragsbetrieb; 2010 an Carolina Coastal Railway                                                                      |
| Lancaster and Chester Railroad     | LC             | 2010           |               | |